# Esther Stocker
Esther Stocker  (* 1974 in Schlanders, Südtirol) ist eine italienische Malerin und  Installationskünstlerin.

## Leben
Esther Stocker studierte von 1994 bis 1999 Malerei an der Akademie der bildenden Künste, Wien, unter anderem bei Eva Schlegel. 1996/97 erhielt Stocker ein Stipendium zum Gaststudium an der Accademia di Belle Arti di Brera, Mailand. In den Jahren 1999/2000 folgte ein Studienaufenthalt im Art Center College of Design, Pasadena, Kalifornien. Ein weiterer längerer Auslandsaufenthalt war 2002/03 in Chicago, Illinois. Esther Stocker lebt und arbeitet in Wien, Österreich. Repräsentiert wird sie in Österreich durch die Galerie Krobath, Wien. In Deutschland wird sie repräsentiert von drj art projects, Berlin.

## Werk
Bekannt ist Stocker vor allem für nicht-gegenständliche Gemälde, die ausschließlich in Schwarz und Weiß gemalt sind sowie für Rauminstallationen und baubezogene Kunst – ebenfalls abstrakte Arbeiten in Schwarz und Weiß. Stockers Werk beinhaltet darüber hinaus Plastiken, Fotografien und angewandte Kunst, so zum Beispiel Textil- und Möbeldesign. Obwohl sich der Lebensmittelpunkt von Esther Stocker seit Mitte der 1990er Jahr in Wien befindet, gilt sie als „eine der international erfolgreichsten Künstlerinnen Südtirols.“ Arbeiten von Esther Stocker werden weltweit gezeigt und gehandelt. In Asien realisierte sie mehrere umfangreiche Kunst-am-Bau-Projekte. 2020 kooperierte Esther Stocker mit der Designerin Flora Miranda. Gemeinsam produzierten sie Corona-Alltagsmasken als Auflagenobjekte.
Seit Ende der 1990er Jahre war die Künstlerin in einer Vielzahl von Gruppenausstellungen vertreten. Die erste Einzelausstellung Stockers zeigte 1997 die Galerie Trabant in Wien. Zwischen 1997 und 2020 wurde Stocker international in rund fünfzig Einzelausstellungen präsentiert, sowohl von kommerziellen Galerien als auch von Museen – neben Österreich auch in Deutschland, Italien, USA, Belgien, Großbritannien, Frankreich, Tschechien, Slowakei und Japan.
Die größte Werkgruppe Esther Stockers bilden Gemälde auf Leinwand. Sie zeigen ein Gestaltungsprinzip, das sich auch in den anderen Werkgruppen wiederfindet: die Verwendung von geometrischen Rastern. Meist malt sie schwarz auf weiß, wobei regelmäßige geometrische Strukturen durch gezielt gesetzte Abweichungen und Unregelmäßigkeiten unterbrochen werden. So gestaltet sie auch die großen Wandarbeiten an Gebäuden: Seit 2003 erschuf Esther Stocker zahlreiche baubezogene Kunstwerke in Europa und Asien. Ein frühes Beispiel ist die Bemalung einer Brandwand in der Mariahilferstraße in Graz von 2003.  Weitere ihrer Kunst-am-Bau-Projekte sind unter anderen die Fassade des Museums Gegenstandsfreier Kunst in Otterndorf (2018), die Uno Station, West Japan Railway, Tamano, Japan (2016) sowie die Bemalung an der Uferbebauung am Huangpu Jiang in Shanghai, China (2019).
Eine weitere umfangreiche Werkgruppe sind Esther Stockers Rauminstallationen. Hierbei handelt es sich hauptsächlich um temporäre Installationen, beginnend 2005. Beispiele hierfür sind ihre Rauminstallationen im Kunstmuseum Stuttgart (2012), Kunsthalle Palazzo, Liestal (2013), Marta Herford (2016), Kunsthalle Krems (2016) und Haus Konstruktiv, Zürich (2019). Von ihren dreidimensional-plastischen Arbeiten sind vor allem die sogenannten Knitterobjekte bekannt. Stocker deformiert hierfür flächige Ausgangsmaterialien zu geknüllten, kugelartigen Körpern. Auf dem flachen Ausgangsmaterial trägt sie Rasterstrukturen auf; danach „stört“ sie die Regelmäßigkeit der Raster durch das „Zerknittern“.

## Einzelausstellungen (Auswahl)
- Galerie Trabant, Wien, 1997
- Galerie Krobath Wimmer, Wien, 2001
- Galerie Christine Mayer, München (mit Klaus Auderer), 2002
- Open End Gallery, Chicago, USA, (mit Marc Le Blanc), 2003
- AR/GE kunst Galerie, Bozen, Italien, 2004
- Deutsche Bundesbank, Frankfurt am Main, 2005
- Projektraum Deutscher Künstlerbund, Berlin, 2005
- Galleria Contemporanea, Venedig-Mestre, Italien, 2006
- Ragenhaus, Bruneck, Italien, 2007
- MUSEUM 52, London, Großbritannien, 2008
- CCNOA (Center for Contemporary Non-Objective Art), Brüssel, Belgien, 2008
- Museum Moderner Kunst Stiftung Ludwig, Wien, 2008
- House of Art, Budweis, Tschechien, 2009
- Galleria Studio 44, Genua, Italien, 2010
- OREDARIA Arti Contemporanee, Rom, Italien, 2011
- Kunsthaus Kaufbeuren, 2011
- Künstlerhaus Hannover, 2011
- Museum Ritter, Waldenbuch, 2012
- Volkart Stiftung, Winterthur, 2012
- Gallery of Modern Art, Roudnice nad Labem, Tschechien, 2013
- Kunstraum Dornbirn, 2014
- Schloss Kastelbell, Kastelbell-Tschars, Italien, 2014
- Kunstverein Ludwigsburg, 2015
- Dom umenia/Kunsthalle Bratislava, Slowakei, 2016
- La BF15, Lyon, Frankreich, 2016
- Triennale Setouchi, Japan, 2016
- D.A.C. Dolceacqua arte contemporanea, Dolceacqua, Italien, 2017
- Museum gegenstandsfreier Kunst, Otterndorf, 2018

## Auszeichnungen
- 2002 Paul-Flora-Preis
- 2002 Anton-Faistauer-Preis
- 2004 Otto-Mauer-Preis
- 2009 Preis der Stadt Wien für Bildende Kunst

## Publikationen
- mit Martin Prinzhorn: Esther Stocker. Malerei 1997–2002. Übersetzung ins Italienische: Maria Pia De Martin; ins Englische: Martin Haiden, Galerie Krobath (Hrsg.), Triton, Wien 2002, ISBN 3-85486-144-3.
- mit Dietgard Grimmer (Hrsg.), Thomas Amonn: Esther Stocker. 2001–2003. Ausstellung 2003 Suse Krawagna, Esther Stocker – Faistauer-Preisträgerinnen 1999 und 2002, Galerie im Traklhaus, Kulturabteilung Land Salzburg, Salzburg 2003.
- mit Silvia Eiblmayr (Hrsg.), Riccardo Caldura: Ausstellung Esther Stocker. Galerie im Taxispalais, Skarabaeus, Innsbruck 2006, ISBN 3-7082-3214-3.
- mit Rainer Fuchs (Hrsg.): Esther Stocker. Geometrisch Betrachtet. Ausstellung 2008 im Museum Moderner Kunst Stiftung Ludwig Wien, Text deutsch und englisch, Verlag für Moderne Kunst, Nürnberg 2008, ISBN 3-940748-17-X.